# 瓜达尔基维尔河水磨坊

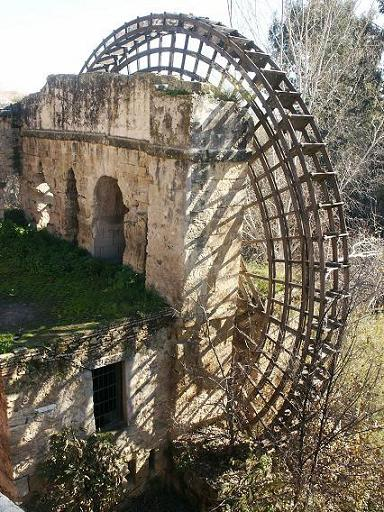
伊斯蘭水車

瓜达尔基维尔河水磨坊（西班牙語：Mills of the Guadalquivir）位于西班牙科尔多瓦的历史中心。2009年6月30日公布为安达卢西亚历史遗产。这些磨坊是中世纪建筑的遗迹，破坏程度各不相同。其中一些已修复，用于文化和旅游目的，例如莫利诺·德拉阿莱格里（Molino de la Alegría），在科尔多瓦皇家植物园内设有古植物学博物馆。这11个水磨坊的名字是阿尔博拉菲亚（Albolafia）、阿莱格里亚（Alegría）、卡博内尔（Carbonell）、卡西利亚斯（Casillas）、埃米迪奥（Emmedio）、洛普·加西亚（Lope García）、马托斯（Martos）、帕帕洛·蒂尔诺（Pápalo Tierno）、圣安东尼奥（San Antonio）、圣洛伦佐（San Lorenzo）和圣拉斐尔（San Rafael）。

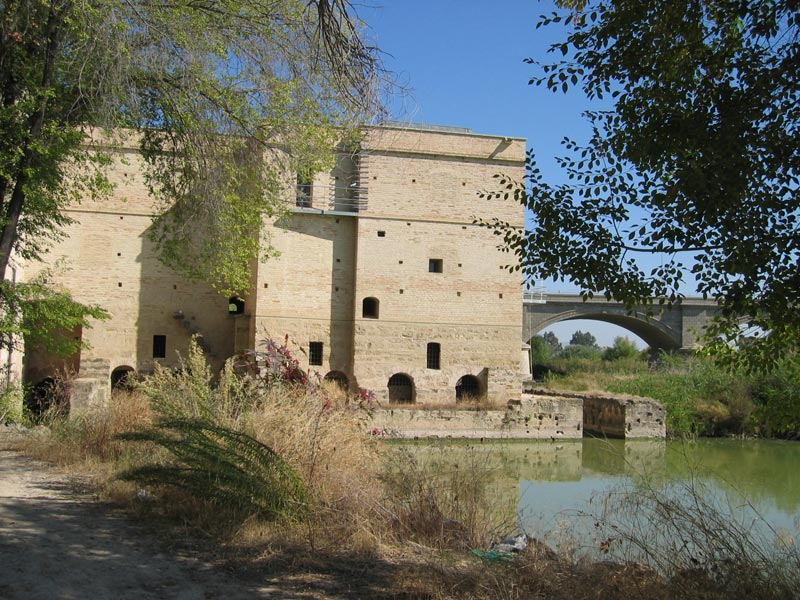
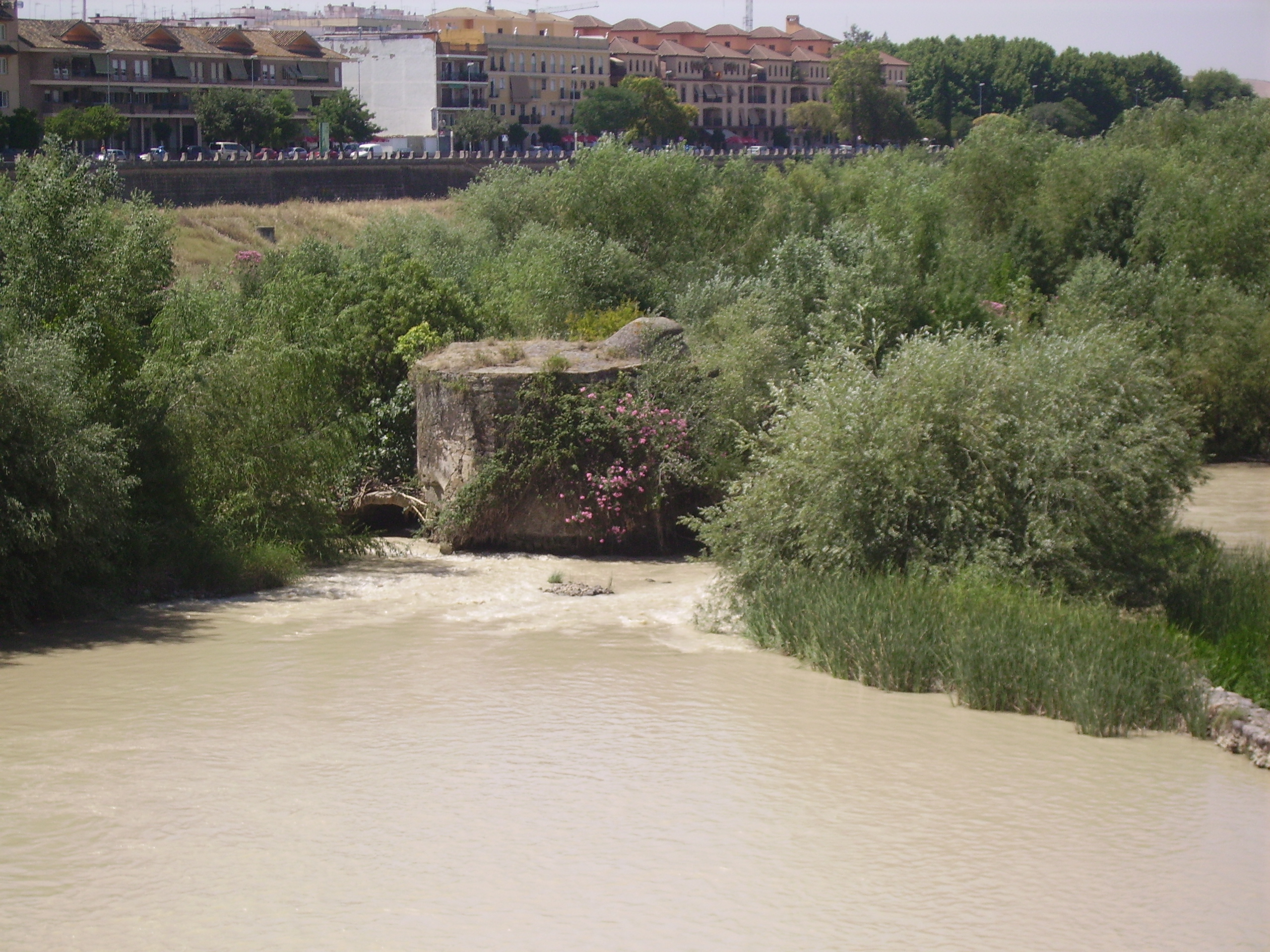
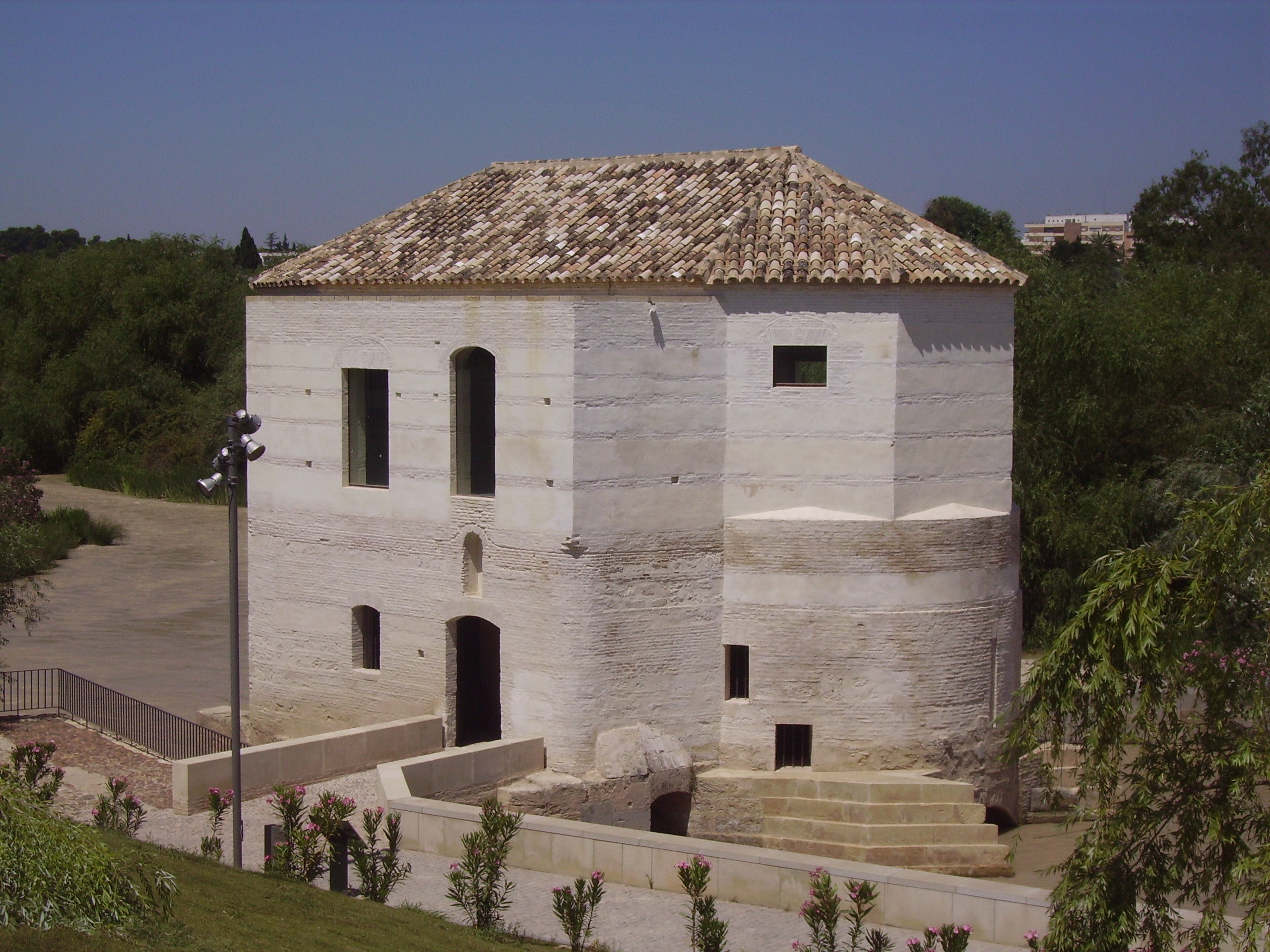
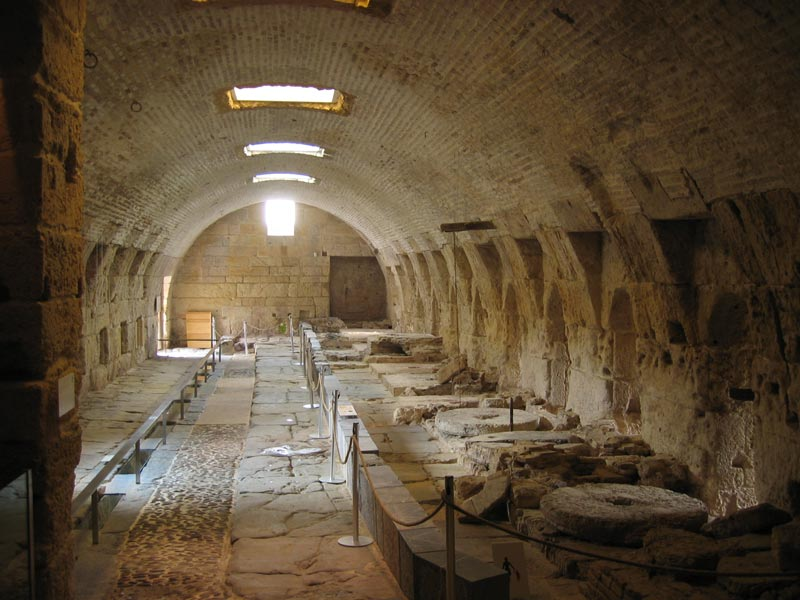